# مرغابی ماندارین

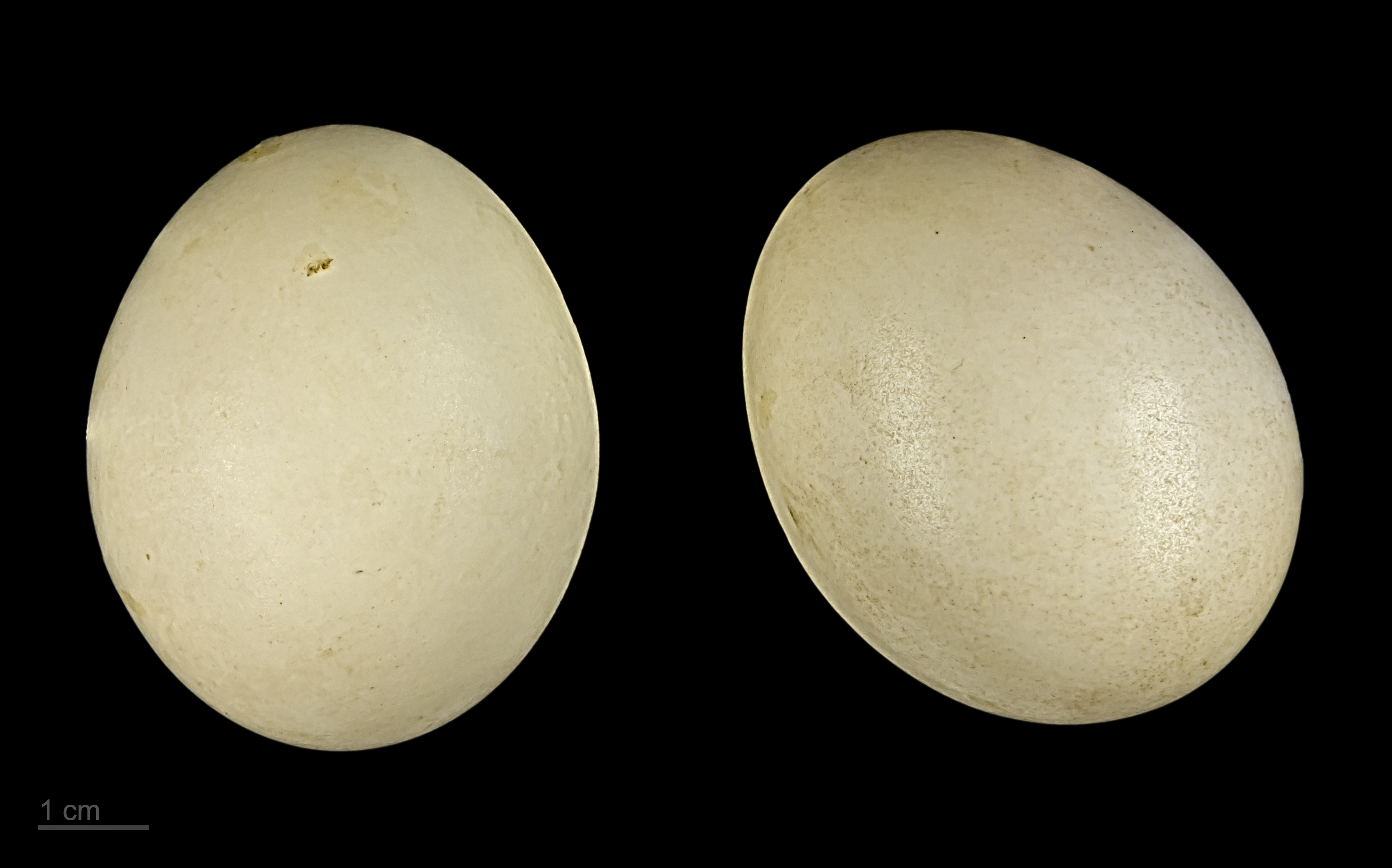
Aix galericulata

مرغابی ماندارین یا اردک ماندارین مرغابی‌ای با اندازه متوسط و در اصل متعلق به شرق آسیا است. این مرغابی شبیه مرغابی جنگلی در آمریکای شمالی است. نوع نر و ماده این مرغابی بسیار تفاوت دارند و به خوبی قابل تشخیص هستند.
این مرغابی‌ها بسیار شبیه ‌مرغابی‌های نژاد جنگلی هستند ولی برخلاف آن‌ها بر روی درختان زندگی نمی‌نمایند و در کناره مرداب‌ها و برکه‌ها و لابه‌لای بوته زارها لانه می‌سازند. خاستگاه اصلی‌شان جزایر ژاپن و نواحی شمالی چین می‌باشد و نگهداری‌اش بسیار مشکل است.

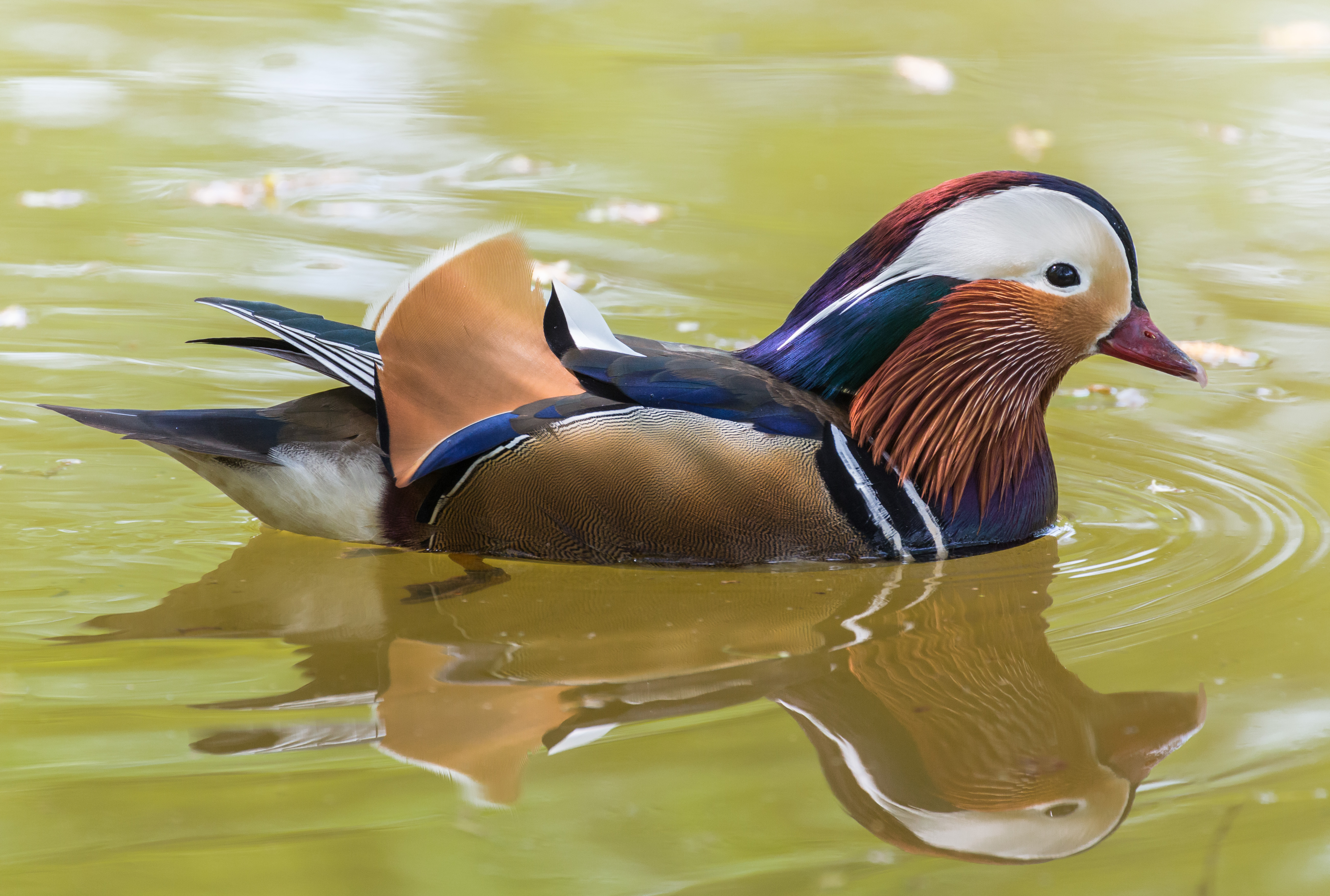